# Razziegalan 2017
Razziegalan 2017 var den 37:e upplagan av Golden Raspberry Awards som hölls den 25 februari 2017. Galan hölls som vanligt dagen innan Oscarsgalan, och gav priser till de sämsta filminsatserna under 2016. Nomineringarna utlystes 23 januari.

## Vinnare och nominerade
Vinnarna listas i fetstil.
| Sämsta film | Sämsta regissör |
| --- | --- |

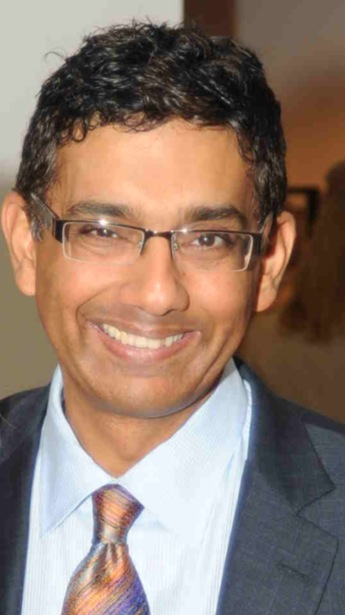
Dinesh D'Souza
Sämsta regissör och
Sämsta manliga skådespelare

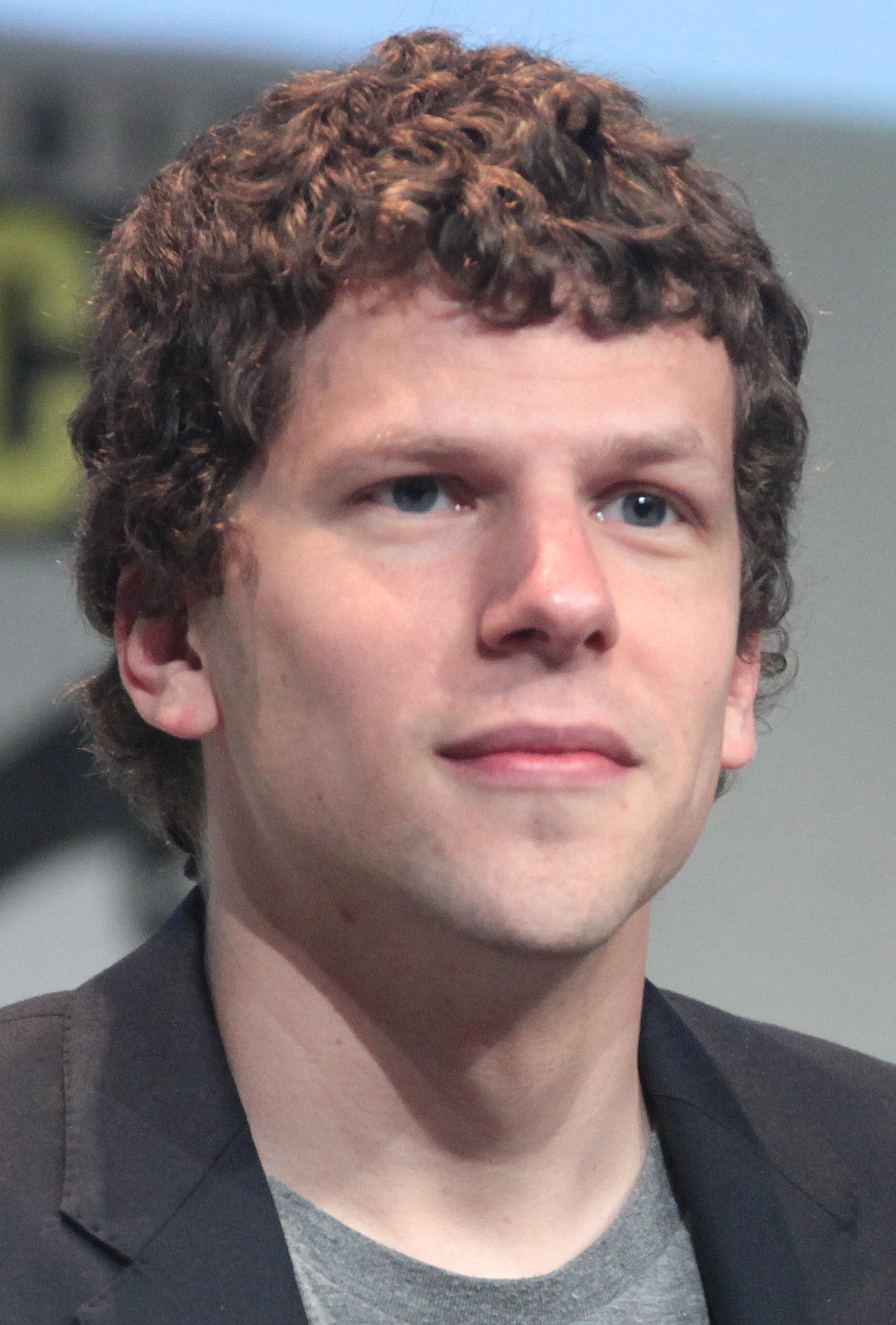
Jesse Eisenberg
Sämsta manliga biroll

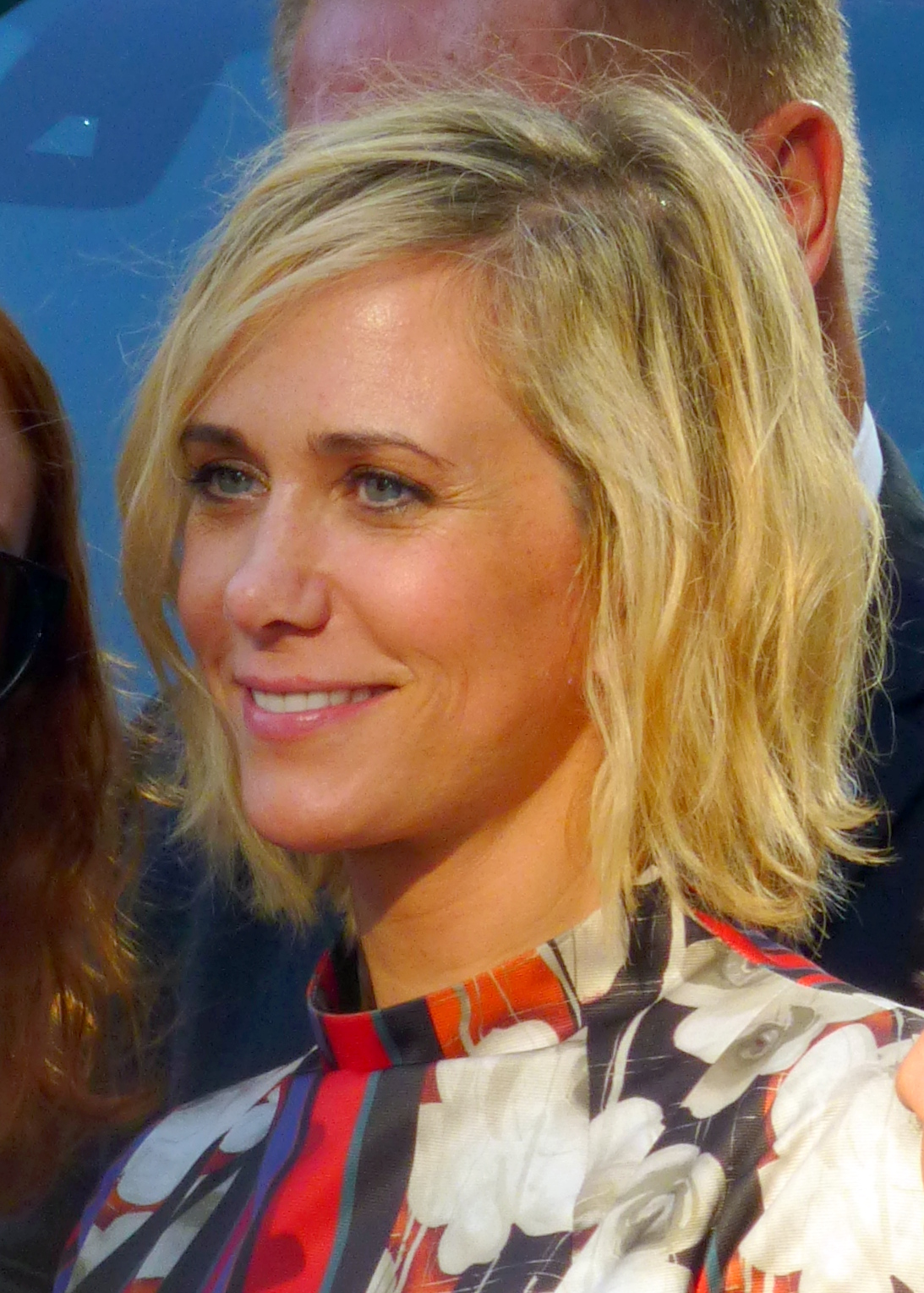
Kristen Wiig
Sämsta kvinnliga biroll

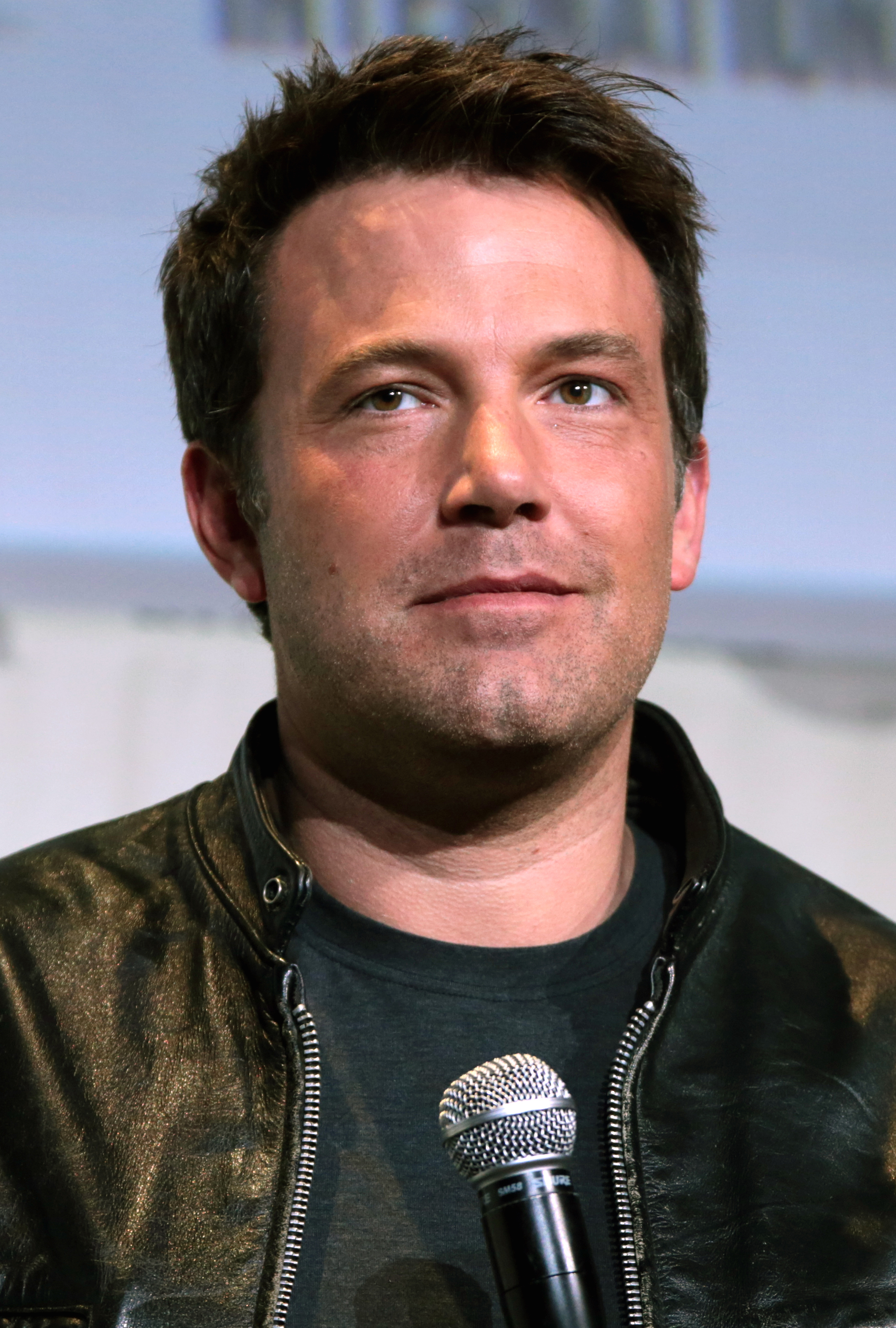
Ben Affleck
Sämsta filmkombo

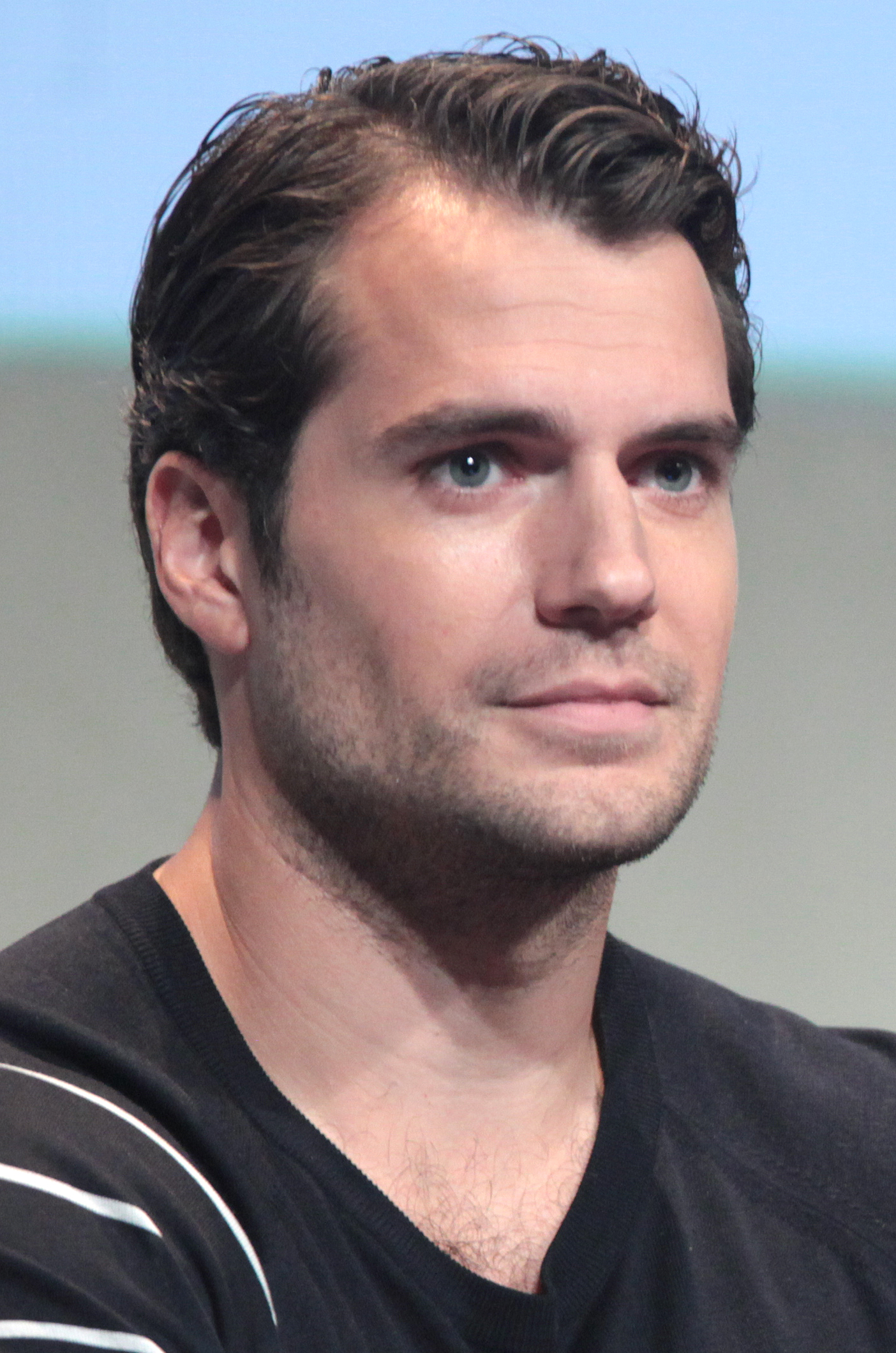
Henry Cavill
Sämsta filmkombo

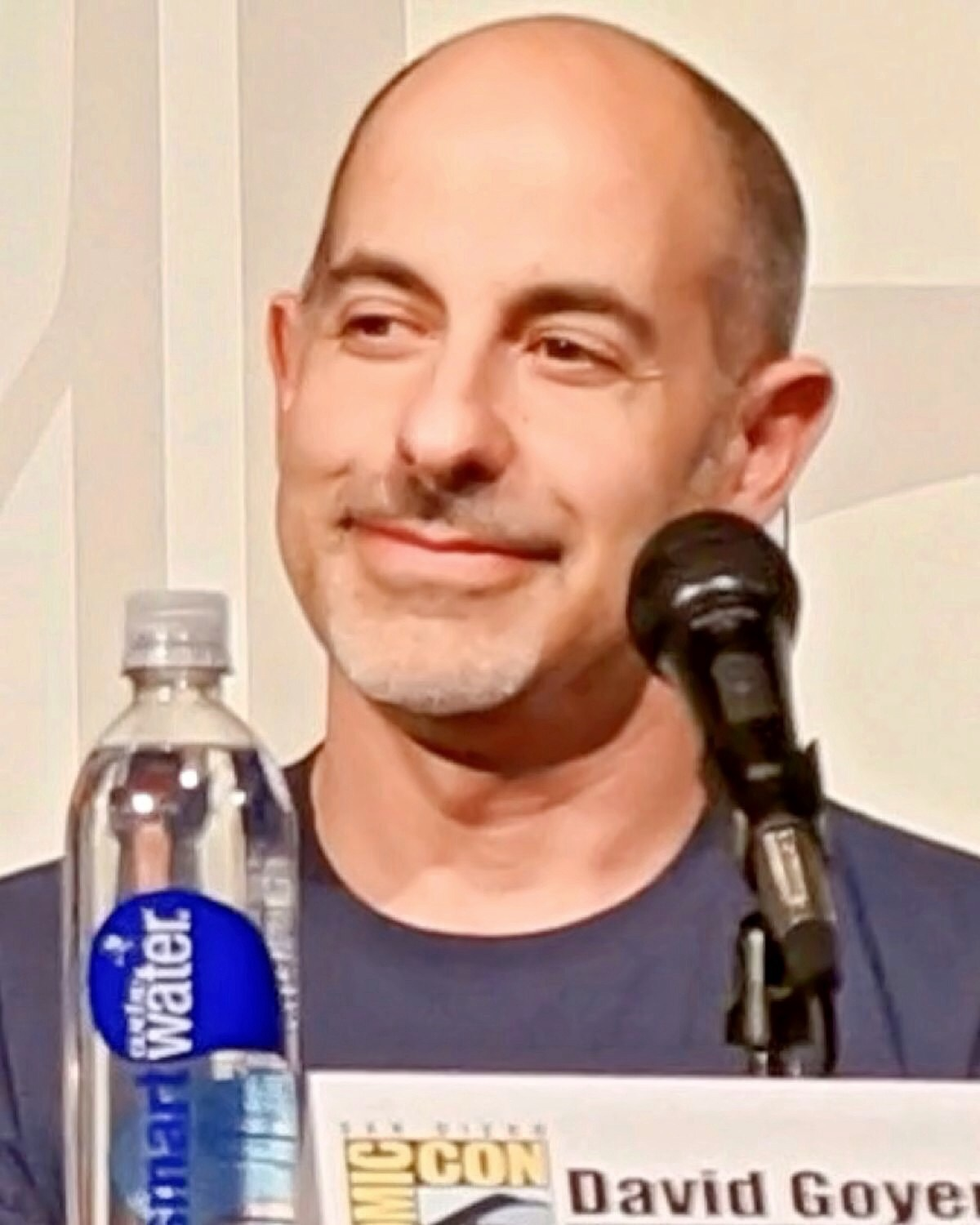
David S. Goyer
Sämsta manus

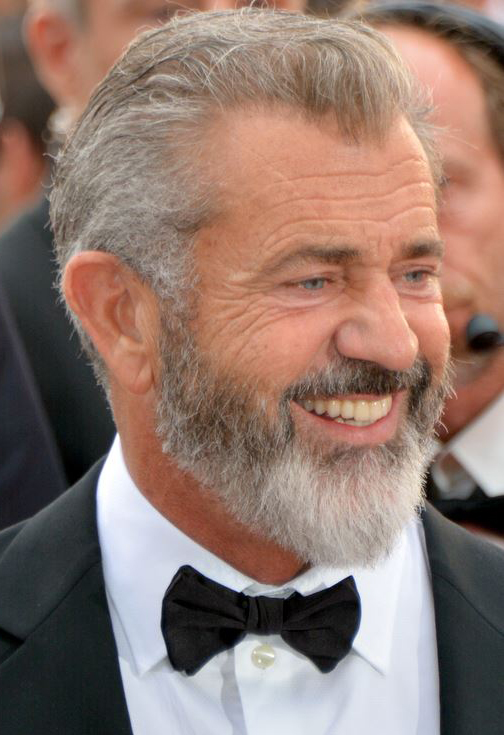
Mel Gibson
The Razzie Redeemer Award

| - Hillary's America: The Secret History of the Democratic Party – Gerald R. Molen - Batman v Superman: Dawn of Justice – Charles Roven och Deborah Snyder - Dirty Grandpa – Bill Block, Michael Simkin, Jason Barrett och Barry Josephson - Gods of Egypt – Basil Iwanyk och Alex Proyas - Independence Day: Återkomsten – Dean Devlin, Harald Kloser och Roland Emmerich - Zoolander 2 – Stuart Cornfeld, Scott Rudin, Ben Stiller och Clayton Townsend | - Dinesh D'Souza och Bruce Schooley – Hillary's America: The Secret History of the Democratic Party - Roland Emmerich – Independence Day: Återkomsten - Tyler Perry – Boo! A Madea Halloween - Alex Proyas – Gods of Egypt - Zack Snyder – Batman v Superman: Dawn of Justice - Ben Stiller – Zoolander 2 |
| Sämsta manliga skådespelare | Sämsta kvinnliga skådespelare |
| - Dinesh D'Souza – Hillary's America: The Secret History of the Democratic Party som sig själv - Ben Affleck – Batman v Superman: Dawn of Justice som Batman / Bruce Wayne - Gerard Butler – Gods of Egypt och London Has Fallen som Set och Mike Banning - Henry Cavill – Batman v Superman: Dawn of Justice som Superman / Clark Kent - Robert De Niro – Dirty Grandpa som Richard "Dick" Kelly - Ben Stiller – Zoolander 2 som Derek Zoolander        | - Rebekah Turner – Hillary's America: The Secret History of the Democratic Party som Hillary Clinton - Megan Fox – Teenage Mutant Ninja Turtles: Out of the Shadows som April O'Neil - Tyler Perry – Boo! A Madea Halloween som Mabel "Madea" Simmons - Julia Roberts – Mother's Day som Miranda Collins - Naomi Watts – Allegiant och Shut In som Evelyn Johnson-Eaton som Mary Portman - Shailene Woodley – Allegiant som Beatrice "Tris" Prior                               |
| Sämsta manliga biroll | Sämsta kvinnliga biroll |
| - Jesse Eisenberg – Batman v Superman: Dawn of Justice som Lex Luthor - Nicolas Cage – Snowden som Hank Forrester - Johnny Depp – Alice i Spegellandet som Hattmakaren - Will Ferrell – Zoolander 2 som Jacobim Mugatu - Jared Leto – Suicide Squad som Jokern - Owen Wilson – Zoolander 2 som Hansel McDonald | - Kristen Wiig – Zoolander 2 som Alexanya Atoz - Julianne Hough – Dirty Grandpa som Meredith Goldstein - Kate Hudson – Mother's Day som Jesse - Aubrey Plaza – Dirty Grandpa som Lenore - Jane Seymour – Fifty Shades of Black som Claire Black - Sela Ward – Independence Day: Återkomsten som President Elizabeth Lanford |
| Sämsta manus | Sämsta filmkombination |
| - Batman v Superman: Dawn of Justice – Chris Terrio och David S. Goyer - Dirty Grandpa – John M. Phillips - Gods of Egypt – Matt Sazama och Burk Sharpless - Hillary's America: The Secret History of the Democratic Party – Dinesh D'Souza och Bruce Schooley - Independence Day: Återkomsten – Dean Devlin, Roland Emmerich, James Vanderbilt, James A. Woods och Nicolas Wright - Suicide Squad – David Ayer                                          | - Ben Affleck och hans BFF (Baddest Foe Forever) Henry Cavill i Batman v Superman: Dawn of Justice - Vilka två egyptiska gudar gudar eller dödliga i Gods of Egypt - Johnny Depp och hans kräkliknande kostym i Alice i Spegellandet - Hela rollbesättningen av en gång respekterade skådespelare i Skönheten i allt - Tyler Perry och fortfarande den där utslitna peruken i Boo! A Madea Halloween - Ben Stiller och hans BFF (Barely Funny Friend) Owen Wilson i Zoolander 2 |
| Sämsta prequel, nyinspelning, rip-off eller uppföljare | The Razzie Redeemer Award |
| - Batman v Superman: Dawn of Justice - Alice i Spegellandet - Fifty Shades of Black - Independence Day: Återkomsten - Teenage Mutant Ninja Turtles: Out of the Shadows - Zoolander 2 | - Mel Gibson – Från sämsta manliga biroll nominering för The Expendables 3 till regissör av Hacksaw Ridge |

## Statistik

### Vinster
Vinsterna är utspridda på följande sätt:
| Vinster | Film                                                          |
| ------- | ------------------------------------------------------------- |
| 4       | Batman v Superman: Dawn of Justice                            |
| 4       | Hillary's America: The Secret History of the Democratic Party |
| 1       | Zoolander 2                                                   |

### Nomineringar
Nomineringarna var utspridda på följande sätt:
| Nomineringar | Film                                                          |
| ------------ | ------------------------------------------------------------- |
| 8            | Batman v Superman: Dawn of Justice                            |
| 8            | Zoolander 2                                                   |
| 5            | Dirty Grandpa                                                 |
| 5            | Gods of Egypt                                                 |
| 5            | Hillary's America: The Secret History of the Democratic Party |
| 5            | Independence Day: Återkomsten                                 |
| 3            | Alice i Spegellandet                                          |
| 3            | Boo! A Madea Halloween                                        |
| 2            | Fifty Shades of Black                                         |
| 2            | Mother's Day                                                  |
| 2            | Suicide Squad                                                 |
| 2            | Teenage Mutant Ninja Turtles: Out of the Shadows              |
| 2            | Allegiant                                                     |
| 1            | Skönheten i allt                                              |
| 1            | London Has Fallen                                             |
| 1            | Shut In                                                       |
| 1            | Snowden                                                       |